# Nouzha Bouchareb
Nouzha Bouchareb, née à Tanger, est une femme politique marocaine.

## Biographie
Elle est née à Tanger. Elle obtient un diplôme d'ingénieur spécialisé en environnement et en développement territorial à l'École Mohammadia d'ingénieurs, ainsi qu'un diplôme en gestion des entreprises à l'Institut supérieur de commerce et d'administration des entreprises et un diplôme en gestion des ressources en eau de l'université Mohammed-V de Rabat .
Elle est membre du conseil national du Mouvement populaire, un parti de droite d'idéologie berbériste. Elle est élue en juillet 2019 à la tête de l'Organisation de la femme harakie, la branche féminine du Mouvement populaire.
Elle est aussi présidente d'une ONG, Connecting Group International, qui promeut l'égalité des chances et la parité, notamment dans les institutions et lieux de pouvoir.
Le 9 octobre 2019, elle rejoint le gouvernement El Otmani II au poste de ministre de l'Aménagement du territoire national, de l'Urbanisme, de l'Habitat et de la Politique de la ville, succédant à Abdelahad Fassi Fihri. Fatima-Zahra Mansouri prend sa suite le 7 octobre 2021.